# Josh's Suicide
Josh's Suicide è un cortometraggio muto del 1911 diretto da Henry Lehrman e Mack Sennett.

## Produzione
Il film fu prodotto dalla Biograph Company.

## Distribuzione
Distribuito dalla General Film Company, il film - un cortometraggio di 143 metri - uscì nelle sale cinematografiche statunitensi il 12 ottobre 1911. Nelle proiezioni, veniva programmato con il sistema dello split reel, accorpato in un'unica bobina con un altro cortometraggio prodotto dalla Biograph, la commedia Trailing the Counterfeiter.